# Moransengo
Moransengo är en ort och frazione i kommunen Moransengo-Tonengo i provinsen Asti i regionen Piemonte i Italien. 
Moransengo var en kommun fram till 31 december 2022 när den uppgick i den nya kommen Moransengo-Tonengo tillsammans med Tonengo. Kommunen Moransengo hade 184 invånare (2022) på en yta av 5,60 km².